# № 8 (галиот, 1797)
№ 8 — галиот Каспийской флотилии Российской империи, находившийся в составе флота с 1797 года, участник русско-персидской войны 1804—1813 годов, использовался в качестве крейсерского, грузового, посыльного и брандвахтенного судна.

## Описание галиота
Парусный галиот с деревянным корпусом, один из 12 галиотов типа «Номерной», строившихся на Казанской верфи в 1796—1797 годах.

## История службы
Галиот № 8 был заложен на стапеле Казанского адмиралтейства в 1796 году и после спуска на воду в 1797 году вошёл в состав Каспийской флотилии России.
С 1798 по 1802 год использовался для грузовых перевозок между портами Каспийского моря и русскими постами на побережье, а также доставки продовольствия на суда флотилии. Принимал участие в русско-персидской войне 1804—1813 годов. В кампанию 1803 года использовался для доставки продовольствия и припасов русским войскам, ходил в персидские порты с различными поручениями. В кампанию следующего 1804 года занимал пост у острова Сара и ходил к персидским берегам.
В 1805 году совершал крейсерские плавания вдоль персидских берегов. В кампании 1806 и 1807 года нёс брандвахтенную службу у острова Четырёхбугорный. В 1810 году вновь крейсировал у персидских берегов.

## Командиры галиота
Командирами галиота № 8 в составе Российского императорского флота в разное время служили:
- капитан-лейтенант И. П. Бозо (1803 год)[7];
- лейтенант С. П. Кушников (1804 год)[8];
- мичман Н. А. Певцов (1806 год)[5];
- лейтенант В. Я. Дурново (до 18 (30) октября 1807 года[комм. 2])[9];
- капитан-лейтенант С. А. Николаев (1810 год)[10].

### Комментарии
1. ↑  Всего в рамках серии было построено 12 галиотов с номерами от 1 до 12[1].
2. ↑  18 (30) октября 1807 года был уволен со службы[4].